# Serie A 1973-1974 (pallacanestro femminile)
Il campionato di Serie A di pallacanestro femminile 1973-1974 è stato il quarantatreesimo organizzato in Italia.
Le dodici società della massima serie si affrontano in partite di andata e ritorno; la prima classificata vince lo scudetto e le ultime due retrocedono in Serie B. La Geas Sesto San Giovanni vince il suo quarto titolo, scalzando la Standa Milano, solo seconda, e precedendo Vicenza.

## Classifica
|  |     | Classifica finale 1973-1974 | Pt | G  | V  | P  | PtF  | PtS  |
|  | --- | --------------------------- | -- | -- | -- | -- | ---- | ---- |
|  | 1.  | Geas Sesto San Giovanni     | 44 | 22 | 22 | 0  | 1677 | 837  |
|  | 2.  | Standa Milano               | 40 | 22 | 20 | 2  | 1709 | 1056 |
|  | 3.  | A.S. Vicenza                | 32 | 22 | 16 | 6  | 1349 | 1140 |
|  | 4.  | Intercontinentale Roma      | 32 | 22 | 16 | 6  | 1378 | 1171 |
|  | 5.  | Pagnossin Treviso           | 30 | 22 | 15 | 7  | 1411 | 1198 |
|  | 6.  | Cerelia Bologna             | 22 | 22 | 11 | 11 | 1172 | 1150 |
|  | 7.  | Cer-Domus Faenza            | 20 | 22 | 10 | 12 | 1169 | 1235 |
|  | 8.  | Fiat Torino                 | 10 | 22 | 5  | 17 | 1156 | 1511 |
|  | 9.  | Ignis Varese                | 10 | 22 | 5  | 17 | 1033 | 1268 |
|  | 10. | CUS Cagliari                | 10 | 22 | 5  | 17 | 1029 | 1423 |
|  | 11. | G.B.C. Sesto San Giovanni   | 10 | 22 | 5  | 17 | 1036 | 1566 |
|  | 12. | La Secura Roma              | 4  | 22 | 2  | 20 | 919  | 1473 |

## Spareggi per la salvezza

### Gare
| Faenza 24 maggio 1974 | Fiat Torino | 73 – 60 | CUS Cagliari |  |

| Faenza 24 maggio 1974 | Ignis Varese | 65 – 57 | G.B.C. Sesto San Giovanni |  |

| Faenza 25 maggio 1974 | CUS Cagliari | 51 – 50 | G.B.C. Sesto San Giovanni |  |

| Faenza 25 maggio 1974 | Fiat Torino | 47 – 46 | Ignis Varese |  |

| Faenza 26 maggio 1974 | Ignis Varese | 52 – 49 | CUS Cagliari |  |

| Faenza 26 maggio 1974 | Fiat Torino | 73 – 52 | G.B.C. Sesto San Giovanni |  |

### Classifica
|  |    | Classifica finale 1973-1974 | Pt | G | V | P | PtF | PtS |
|  | -- | --------------------------- | -- | - | - | - | --- | --- |
|  | 1. | Fiat Torino                 | 6  | 3 | 3 | 0 | 193 | 158 |
|  | 2. | Ignis Varese                | 4  | 3 | 2 | 1 | 163 | 153 |
|  | 3. | CUS Cagliari                | 2  | 3 | 1 | 2 | 160 | 175 |
|  | 4. | G.B.C. Sesto San Giovanni   | 0  | 3 | 0 | 3 | 159 | 189 |

## Verdetti
- Campione d'Italia:  Geas Sesto San Giovanni
- Formazione: Mabel Bocchi, Rosetta Bozzolo, Dora Ciaccia, Lucia Colavizza, Paola Dalla Longa, Tiziana Fasso, Renata Moreschi, Fiorella Teoldi, Cristina Tonelli, Licia Toriser. All.: Vandoni.
- G.B.C. Sesto San Giovanni e La Secura Roma retrocedono in Serie B.